# Bela Mesaroš
Bela Mesaroš (6. april 1952 — 6. april 2022) bio je jugoslovenski i srpski stonoteniser.

## Titule
- 7 zlatnih medalja "Balkanijade" (2 puta u singlu)
- pojedinačni prvak u SFRJ u dublu
- prvak u Evropskom prvenstva, takmičio se u dresu Spartaka iz Subotice ekipno, 1977. u Atini i 1981. u Beču
- prvenstvo sveta u studenskom takmičenju, 3 srebrne medalje, dva puta ekipno i jednom single
- brzonzana medalja u prvenstvu Evrope u Budimpešti 1982. godine.
- 7 godina najbolji odbrambeni igrač Evrope, od 1982. do 1989 godine.